# 不二ビューティ
株式会社不二ビューティ（ふじビューティ）は、エステティックサロン「たかの友梨ビューティクリニック」を運営する企業である。1978年（昭和53年）9月創業、120店舗（2013年9月現在）。

## 沿革
- 1978年（昭和53年） - たかの友梨ビューティクリニックを設立。第一号店を大久保にオープン。入店研修用に「日本エステティック学院」を開校。
- 1979年（昭和54年） - 青山にトータルエステサロンをオープン。施術内容が美顔・ボディ・電気脱毛3部門になる。
- 1986年（昭和61年） - 1978年に開設した「日本エステティック学院」を「たかの友梨 エステティックアカデミー」に改称
- 1992年（平成4年） - テレビ東京でたかの友梨、リゾートエステ紹介のテレビ番組「ビューティ紀行」スタート
- 1995年（平成7年） - 本格的にインド伝承医療「アーユルヴェーダ理論」を学び、エステティックに取り入れる。また、「鐘の鳴る丘少年の家」へ資金援助し、全面改装をおこなった。
- 1996年（平成8年） - 東京・代々木八幡に滞在型エステティックサロン「あゆるば館」をオープン。
- 2000年（平成12年） - 「エステdeミロード」を展開する「アール・ビー・エム」社が倒産した際、同社会員への無償サービスを行った。
- 2002年（平成14年） - 群馬県前橋市の児童養護施設「鐘の鳴る丘少年の家」に屋内体育館施設「たかの友梨レインボーホール」を寄贈
- 2003年（平成15年） - たかの友梨エステティックアカデミーが、日本エステティック協会の認定校となる。
- 2004年（平成16年） - 一般向けエステティシャン養成校として、たかの友梨エステティックアカデミーインターナショナルを開校。
- 2006年（平成18年） - ボランティア活動として、群馬県の養護老人ホームで定期的にエステティックサービスの提供をスタート。9月には、スイスセラップ社と新しいコスメを共同開発。「たかの友梨セルコスメ」シリーズ発表。
- 2007年（平成19年）
  - 7月 - 創業30周年を記念して本社移転。
  - 10月 - たかの友梨プロデュースダイヤモンドジュエリーブランド「エカテリーナ」がスタート。
  - 11月 - 群馬県前橋市の養護施設「鐘の鳴る丘少年の家」に、食育のためのケアハウス「たかの友梨レインボーハウス」を寄贈。
- 2008年（平成20年）
  - 4月 - 特定非営利活動法人「School Aid Japan（スクール・エイド・ジャパン）」の世界中の子どもたちを対象とした教育支援活動に賛同し、カンボジアの小学校に校舎を寄付。
  - 6月 - 岩手・宮城内陸地震の被災者に無償でエステティックサービスを提供。
  - 7月 - 株式会社ラ・パルレの第三者割当増資を引き受け、同社の筆頭株主となり、業界唯一の上場企業の倒産を一旦回避する。
- 2009年（平成21年）6月 - たかの友梨自身の長年の夢であった美と健康の本格エステ&スパ施設「桜庵」を河口湖にオープンする。社会福祉法人「鐘の鳴る丘 愛誠会」の後援会長に就任。養護施設「鐘の鳴る丘少年の家」に屋内体育館施設「レインボーガーデン」「レインボーフィールド」を寄贈。
- 2010年（平成22年）2月 - 増資で引き受けたラ・パルレの株式14万株のうち13万株を、消費者金融業（のちのクロスシード。2013年倒産）の親会社（のちのJTインベストメント。2012年解散）に売却。ラ・パルレは2010年中に倒産、上場廃止。商標権を含めた事業は別会社（ビューティーパートナーズ。2014年7月からは、ニューアート・ラ・パルレがエステティック事業を承継）に移された。
- 2011年（平成23年）
  - 3月 - 「School Aid Japan（スクール・エイド・ジャパン）」を通じ、2校目となるカンボジア・ポーサット州カッフワット村に中学校校舎を寄贈。東日本大震災発生後、歌手GACKTが発起人の「SHOW YOUR HEART」の街頭募金活動に賛同し、目黒駅で自ら募金活動に参加。
  - 4月 - 初頭に福島県いわき市の2ヶ所の避難所を訪れ、エステボランティアを実施。中旬には第2陣のエステボランティア隊を宮城県の避難所へ。長い避難生活をおくる女性や子供たちの生活に笑顔と潤いを届けたいという想いから、支援物資としてコスメセットやショーツ、マスク、ドライシャンプー、ヘアブラシ、子供用のTシャツやおもちゃ、チョコレートなどを届ける。
- 2012年（平成24年）1月 - 「Tシャツ募金」として、全社員がチャリティーTシャツを購入。集まった代金は、日本赤十字社を通じて東日本大震災の義援金として寄付。
- 2013年（平成25年）
  - 3月 - 景品表示法違反。
  - 4月 - フランスに本部のあるISO認証機関ビューローベリタスにおいて、品質マネジメントシステムの国際規格ISO9001の認証を取得。日本のエステティックサロンとして初めての認証。
  - 8月 - 桜庵にホテルを新設。「桜庵 河口湖ホテル」オープン。
  - 10月 - 「たかの友梨CUP平尾昌晃チャリティゴルフ」開催。集まった募金を様々な団体へ寄付。
- 2014年（平成26年）
  - 4月 - 東京都の認可を受け「学校法人たかの友梨学園 たかの友梨美容専門学校」開校。
  - 8月 - 不当労働行為にあたるとして仙台市労働基準監督署から是正勧告を受ける。同年末、和解。
- 2015年（平成27年）
  - - 同社とエステユニオン間で「ママ・パパ安心労働協約」締結。
  - 3月 - Vorkersの「理容、美容、エステティック業界」ランキングで総合評価で１位[1]。
  - 4月 -  高野友梨社長が代表取締役会長に退き、後任には根岸浩一営業本部長が昇格[2]。
- 2017年（平成29年）2月 - RVHが買収、完全子会社化[3]。
- 2020年（令和2年）
  - 4月 - 高野友梨が筆頭株主を務めるG.Pホールディングが全株式を取得し、G.Pホールディングの完全子会社となる[4]。新型コロナウイルスによる臨時休業に伴い、保有する不動産を担保としてRVHから15億円を借入[5]。